# زوجة رئيس وزراء إسرائيل
زوجة رئيس وزراء إسرائيل هي السيدة المتزوجة من رئيس حكومة إسرائيل. ولا تشغل منصباً رسمياً ولا تمنح أي ألقاب.

## التاريخ
ترافق زوجة رئيس الوزراء الإسرائيلي زوجها، في أداء واجباته البروتوكولية والتشريفات الرسمية، وتؤدي مهام أخرى. وزوجة رئيس الوزراء الحالي بنيامين نتنياهو، هي سارة نتنياهو.
| الاسم            | الصورة | من             | إلى            | رئيس وزراء إسرائيل | ملاحظات |
| ---------------- | ------ | -------------- | -------------- | ------------------ | --- |
| بولا بن غوريون   |        | 17 مايو 1948   | 26 يناير 1954  | دافيد بن غوريون    | زوجة أول رئيس وزراء لإسرائيل. ولدت في الإمبراطورية الروسية ونشأت في الولايات المتحدة الأمريكية. |
| تسيبورا شاريت    |        | 26 يناير 1954  | 3 نوفمبر 1955  | موشيه شاريت        | |
| بولا بن غوريون   |        | 3 نوفمبر 1955  | 26 يونيو 1963  | دافيد بن غوريون    | فترة بولا بن غوريون الثانية كزوجة لرئيس وزراء إسرائيل |
| مريام أشكول      |        | 26 يونيو 1963  | 26 فبراير 1969 | ليفي أشكول         | حافظت مريام أشكول على عملها كأمينة مكتبة في مكتبة الكنيست الإسرائيلي، بجوار تأدية مهامها كزوجة لرئيس الوزراء. وبعد وفاة زوجها وهو في المنصب في عام 1969 أسست "ياد ليفي أشكول" في عام 1970 وترأستها حتى عام 2010. |
| شاغر             |        | 17 مارس 1969   | 3 يونيو 1974   | غولدا مائير        | غولدا مائير أول امرأة تشغل منصب رئيسة وزراء إسرائيل، كانت أرملة. مات زوجها موريس مائيرسون في عام 1951 قبل أن تصبح رئيسة لوزراء إسرائيل.                                                                          |
| ليا رابين        |        | 3 يونيو 1974   | 20 يونيو 1977  | إسحاق رابين        | أول فتراتها كزوجة لرئيس وزراء إسرائيل. |
| أليزا بيجن       |        | 20 يونيو 1977  | 13 نوفمبر 1982 | مناحم بيغين        | ولدت باسم أليزا أرنولد. ماتت في نوفمبر 1982 أثناء تولي زوجها لرئاسة الوزراء. وكانت قد تزوجت بيغين في 29 مايو 1939.                                                                                               |
| شاغر             |        | 13 نوفمبر 1982 | 10 أكتوبر 1983 | مناحم بيغين        | بعد موت أليزا في نوفمبر 1982، انسحب رئيس الوزراء مناحم بيغين تدريجيا من الحياة العامة حتى استقالته في أكتوبر 1983.                                                                                               |
| شولاميت شامير    |        | 10 أكتوبر 1983 | 13 سبتمبر 1984 | إسحاق شامير        | كانت شامير، التي ولدت في بلغاريا، ناشطة اجتماعية. وهذا ميز الفترة الأولى لها كزوجة رئيس الوزراء. |
| سونيا بيريز      |        | 13 سبتمبر 1984 | 20 أكتوبر 1986 | شيمون بيريز        | |
| شولاميت شامير    |        | 20 أكتوبر 1986 | 13 يوليو 1992  | إسحاق شامير        | |
| ليا رابين        |        | 13 يوليو 1992  | 4 نوفمبر 1995  | إسحاق رابين        | الفترة الثانية لليا رابين كزوجة لرئيس الوزراء إسحاق رابين. واغتيل زوجها في 4 نوفمبر 1995. |
| سونيا بيريز      |        | 4 نوفمبر 1995  | 18 يونيو 1996  | شيمون بيريز        | |
| سارة نتنياهو     |        | 18 يونيو 1996  | 6 يوليو 1996   | بنيامين نتنياهو    | الفترة الأولى لسارة نتنياهو كزوجة لرئيس الوزراء |
| نافا باراك زينغر |        | 6 يوليو 1996   | 7 مارس 2001    | إيهود باراك        | |
| شاغر             |        | 7 مارس 2001    | 4 يناير 2006   | أرييل شارون        | ماتت زوجة أرييل شارون الثانية، ليلي شارون، في مارس 2000 قبل توليه منصب رئيس الوزراء. |
| أليزا أولمرت     |        | 4 يناير 2006   | 31 مارس 2009   | إيهود أولمرت       | أليزا أولمرت فنانة ومصورة فوتوغرافية ومؤلفة وناشطة اجتماعية، ولدت في ألمانية لأبوين ناجيين من الهولوكوست في بولندا.                                                                                              |
| سارة نتنياهو     |        | 31 مارس 2009   | 13 يونيو 2021  | بنيامين نتنياهو    | الفترة الثانية لسارة نتنياهو كزوجة رئيس وزراء إسرائيل |
| جيلات بينيت      |        | 13 يونيو 2021  | 1 يوليو 2022   | نفتالي بينيت       | نادرًا ما ظهرت جيلات في الأماكن العامة. شوهدت بجانب زوجها بضع مرات وتحدثت مرتين في الكنيست. |
| ليحي لبيد        |        | 1 يوليو 2022   | 29 ديسمبر 2022 | يائير لبيد         | |
| سارة نتنياهو     |        | 29 ديسمبر 2022 | حتى الآن       | بنيامين نتنياهو    | الفترة الثالثة لسارة نتنياهو كزوجة رئيس وزراء إسرائيل. |

## أنظر أيضا
- سيدة إسرائيل الأولى